# Sporormiella ovina
Sporormiella ovina är en svampart som först beskrevs av Jean Baptiste Desmazières, och fick sitt nu gällande namn av S.I. Ahmed & Cain 1972. Sporormiella ovina ingår i släktet Sporormiella och familjen Sporormiaceae.   Inga underarter finns listade i Catalogue of Life.